# Kalkberg (Weismain)
Der Kalkberg ist ein 454 m ü. NHN hoher Berg in der Fränkischen Alb bei Weismain im oberfränkischen Landkreis Lichtenfels (Bayern).

## Geographische Lage und Beschreibung
Der Kalkberg erhebt sich rund 138 Meter über Weismain und dem Weismain-Taltrichter in der Weismain-Alb, einem Nordausläufer der Fränkischen Alb. Er fällt im Westen in die Ausläufer des Kleinziegenfelder Tals ab und im Osten in das Krassachtal, dem Ausläufer des Bärentals ab. Die Dominanz zum nächsthöheren Berg, dem Teisenberg, beträgt 0,7 km. Die Schartenhöhe auf den Grat zwischen dem Kalkberg und dem Teisenberg beträgt 18 m. Der Nebengipfel hat eine Höhe von 450 m ü. NHN. Gruben im Bereich der beiden Gipfel deuten auf frühere entnahme von Kalkmergel, zur Herstellung von Baukalk hin. Am Nordosthang des Berges befindet sich ein Mobilfunkmast.

## Geologie

### Brauner Jura
Geologisch ist der Berg geschichtet aus Ablagerungen des Braunjura (Dogger) β bis δ. Dem Namen entsprechend herrschen braune Gesteins- und Bodenfarben vor, vorwiegend feinkörniger hellbeigefarbener, gelber oder brauner Sandstein oder Erde-Sandstein-Gemische, z. T. limonitisch mit Tonlagen.
Die oberen drei Braunjuraschichten γ, δ und ε bilden zusammen eine etwa 10 m dicke Ornatentonschicht, ansteigend von 395 bis 405 m ü. NN. Sie setzt sich von der gut zu erkennenden Oberkante des Eisensandsteins und dem steil ansteigenden Weißjura als leicht ansteigende, 20–100 m breite terrassenartige Hangstufe ab. Aufgrund der fast vollständigen Bewaldung dieser Stufe tritt sie nicht mehr so deutlich hervor wie in den vergangenen Jahrhunderten, als dort meist Äcker und Wiesen waren. Der Ornatenton hat eine graue Farbe und enthält zahlreiche Kalksteinscherben aus dem darüberliegenden Gestein. Aufgrund der schlechten Aufschlussverhältnisse lässt sich nur gelegentlich eine Dreiteilung der Schicht erkennen. Die untere Gammaschicht, etwa zwei bis drei Meter dick, besteht aus kalkigen Sandsteinbänken und von Sandlinsen durchsetztem Ton. Die mittlere, zwei bis vier Meter mächtige Deltaschicht wird aus Eisenoolithkalken gebildet, bei denen es sich um verhältnismäßig harte, zähe Kalksteinkugeln mit brauner Rinde und bläulichem Kern handelt. Nach Frostsprengung sind sie meist nur noch als Scherben vorhanden. Die verbleibende, knapp zehn Meter dicke Braunjura-ε-Schicht tritt als hellgrauer, steifplastischer, kalkarmer Ton hervor. Im unverwitterten Zustand, unter der Erde, hat er eine halbfeste bis feste Konsistenz und ist lagenweise fossilreich. In allen drei Schichten findet man besonders große Brauneisen-Ooide, die mit bloßem Auge erkennbar sind. Die jüngste Braunjuraschicht ζ wurde im ganzen Obermaingebiet nicht oder nur in verschwindend geringen Resten abgelagert.

### Weißer Jura
Die oberen Lagen des Bergs und die beiden Gipfel stellen Riffe des Weißen Juras dar. Die untersten beiden Weißjurastufen α und β bilden am Kalkberg und im gesamten Weismainer Raum ein einheitliches Stockwerk von gut 25 Metern. Dennoch bestehen sie aus unterschiedlichen Gesteinen. Die Alphaformation, die dort auch Unterer Mergelkalk genannt wird, besteht überwiegend aus Mergeln. Die Betaformation besteht aus feinstkörnigem, glattbrechendem Bankkalkstein. Sie ist reich an Versteinerungen wie Ammoniten, Belemniten, dünnschaligen Muscheln und Calcit-Kristallen, die in Hohlräumen entstehen. Die für die Schicht gebräuchliche Bezeichnung Werkkalk ist im Obermaingebiet jedoch irreführend, da die dortigen Bankkalksteine nicht frostbeständig und daher als Werkstoff nicht geeignet sind. Am Kalkberg befinden sich die Alpha- und Betastufe in einer Höhe von 405 bis 430 m ü. NN. An den Grenzen der Schicht tritt zudem das Eisenschichtsilikat Glaukonit auf.
Oberhalb der bereits abflachenden, aber gut abtrennbaren Betastufe beginnt ab 430 m ü. NN die Schicht des Weißjura γ. Sie ist auch als Oberer Mergelkalk bekannt, enthält tonhaltigen Mergel und steigt sanft bis mäßig an. Vereinzelt gibt es in der Formation größere Kalkbänke oder knollige Kalklagen.

## Flora und Fauna

### Flora
Am Kalkberg lassen sich deutlich zwei unterschiedliche Vegetationsräume feststellen. Die unteren Lagen sind überwiegend von Wäldern bestanden, dessen Artenvielfalt durch die sandigen Böden der Braunjuragesteine des Dogger β bis ε geprägt wird. Ab einer Höhe von etwa 395 m ü. NHN verändert sich mit der geologischen Beschaffung des Berges auch die Vegetation, die fortan von den kalkhaltigen Böden des Weißen Juras α und β geprägt wird.
Die Berghänge des Kalkbergs sind von Mischwaldflächen, Äckern und Wiesen geprägt. In den Wäldern dominieren Baumarten wie Fichten, Waldkiefern, Eichen, Linden und Rotbuchen. An den Waldsäumen und Wegrändern finden sich zudem noch artenreiche Gehölze mit Schwarzem Holunder, Rotem Hartriegel, Haselnuss, Vogel-Kirsche, Weißdorn, Schlehdorn, Zitterpappel, Holzapfel, Wildbirne, verschiedenen Mehlbeerenarten wie Vogelbeere, Echte Mehlbeere und Elsbeere, Wilde Stachelbeere sowie Rote Heckenkirsche. An nicht verholzenden Pflanzen in der Strauch- und Krautschicht gedeihen unter anderem Efeu, Waldreben, Zimbelkraut, Echter Nelkenwurz, Pfaffenhütchen, Lerchensporne, Leberblümchen, Sternmieren, Buschwindröschen, Sauerklee, Haselwurz, Gewöhnlicher und Wolliger Schneeball, Knoblauchsrauke, Goldnessel und Schöllkraut. Kurz vor dem Übergang zur Gipfelvegetation, aber bereits auf kalkigen Böden, treten vermehrt auch Hainbuchen und Feldahorn auf.
Im Bereich der beiden spärlich bewachsenen Gipfel des Kalkberges ist die Vegetation stark geprägt von den kalkhaltigen Böden. An größeren Pflanzen wachsen auf den ausgedehnten Magerrasenflächen nur vereinzelt Waldkiefern, Wacholdersträuchern und Mehlbeeren. Die Magerrasen selbst sind geprägt von Wildblumen wie Kalkaster, Silberdistel, Thymian, Oregano, Deutscher Fransenenzian sowie eine weitere Enzianart, Golddisteln, Bärenschoten, Johanniskraut und Gold-Aster. Eine weitere, eher seltene, auf dem Berg gedeihende Art ist die Bastard-Braunelle (Prunella x spuria), die als Bastard aus den Elternarten Prunella vulgaris und Prunella grandiflora hervorging.

### Fauna
Die Fauna rund um den Kalkberg unterscheidet sich nicht sehr von der anderer Gegenden mit Mischwald und offenen Flächen in der Fränkischen Alb. So gibt es von Insekten und Wirbeltieren über Kleinsäuger bis hin zu Singvögeln, Greifvögeln und größeren Säugetieren wie Rot- und Schwarzwild zahlreiche Arten. Besondere Lebensräume stellen jedoch der weiter unten im Abschnitt zum Lehrpfad erwähnte „Fledermauskeller“ sowie die Lesesteinriegel und Trockenmauern dar. Während in ersterem besonders heimische Fledermausarten Schutz und Zuflucht finden weisen die Feldsteinmauern ideale Lebensbedingungen für Amphibien, Insekten und das Mauswiesel dar.
Für die Fauna des Gipfelbereichs ist als Besonderheit das Vorkommen des in Deutschland vom aussterben bedrohten Sandlaufkäfers auszumachen.

## Landschaftsschutz
Der Kalkberg befindet sich vollständig im mehrteiligen Fauna-Flora-Habitat-Gebiet Trockenrasen, Wiesen und Wälder um Weismain (FFH-Nr. 5933-371) und im Nordteil des 2001 gegründeten, 1021,64 km² großen Landschaftsschutzgebiets Naturpark Fränkische Schweiz-Veldensteiner Forst (LSG-Nr. 322697).
Existenziell für die Erhaltung der Artenvielfalt der Insekten- und Pflanzenvielfalt am Kalkberg ist die Beweidung der Wiesen mit Schafen. Um die Beweidung der Wiesen in dieser traditionellen Form sicherzustellen engagiert sich seit gut 15 Jahren der Landschaftspflegeverband des Landkreises Lichtenfels in der Freilegung der alten Schafhutungen und der Schaffung von Triebwegen. Die Beweidung findet mit rund 600 Schafen und Ziegen der Schäferei Roß aus Mittelfranken statt.
Zuletzt wurden durch den Landschaftspflegeverband des Landkreises Lichtenfels im Jahr 2010 die bestehenden Trockenrasenflächen durch Vergrößerung optimiert. Durch diese landschaftspflegerische Maßnahme konnte durch Erweiterung ihres Lebensraumes die Situation von bedrohten Arten deutlich verbessert werden.

## Lehrpfad Kalkberg
Mitte der 2000er wurde durch die Umweltstation des Landkreises Lichtenfels der Lehrpfad Kalkberg errichtet. Es handelt sich dabei um einen rund 3,6 km langen, als Lehrpfad angelegten Rundwanderweg. Die Reine Gehzeit beträgt etwa 40 Minuten. Der Weg führt von der Geschäftsstelle der Umweltstation des Landkreises Lichtenfels im Weismainer Kastenhof rechtsdrehend über den Kalkberg und über den historischen Stadtkern Weismains wieder zurück in den Kastenhof. Gelegentlich werden auch geführte Wanderungen mit einer Dauer von 2 bis 3 Stunden angeboten. Der Pfad umfasst folgende 16 Stationen:

| Station | Name                              | Beschreibung | Koordinaten                     | Bild |
| ------- | --------------------------------- | --- | ------------------------------- | --- |
| 1       | Kastenhof                         | Der Kastenhof wurde als fürstbischöfliches Repräsentationsgebäude im Auftrag von Lothar Franz von Schönborn 1701 bis 1706 errichtet. Er diente damals auch als Jagdschloss und Wohnung des Kastners. Heute beheimatet er die Umweltstation, das Weismainer Fremdenverkehrsamt, das Nordjura-Museum und eine Bücherei. | 50° 5′ 8,4″ N, 11° 14′ 23,6″ O  | Bild gesucht Die Wikipedia wünscht sich an dieser Stelle ein Bild vom hier behandelten Ort. Falls du dabei helfen möchtest, erklärt die Anleitung , wie das geht. BW |
| 2       | Stadtgraben                       | Der Abschnitt des Stadtgrabens hinter dem Kastenhof ist ein Überrest des ab 1430, in Folge der Hussitenkriege ausgehobenen Stadtgrabens, der bis in die Frühe Neuzeit die ganze Kernstadt umgab und heute teilweise verfüllt ist.                                                                                     | 50° 5′ 10,7″ N, 11° 14′ 25,9″ O | Bild gesucht Die Wikipedia wünscht sich an dieser Stelle ein Bild vom hier behandelten Ort. Falls du dabei helfen möchtest, erklärt die Anleitung , wie das geht. BW |
| 3       | Kreuzkapelle                      | Die Kreuzkapelle ist eine 1702 bis 1705 erbaute barocke Kapelle zu der, entlang des Burgwegs, ein Kreuzweg mit sieben Stationen führt. Dieser stammt ebenfalls aus dem frühen 18. Jahrhundert. | 50° 5′ 2,5″ N, 11° 14′ 40,1″ O  | Bild gesucht Die Wikipedia wünscht sich an dieser Stelle ein Bild vom hier behandelten Ort. Falls du dabei helfen möchtest, erklärt die Anleitung , wie das geht. BW |
| 4       | Hohlwegsystem                     | Der Wanderweg führt hier nun aus Weismain hinaus und verläuft auf einem Jahrhunderte altem, tief ausgewaschenen, Buchengesäumten Hohlweg. | 50° 4′ 58,9″ N, 11° 14′ 39,8″ O | Bild gesucht Die Wikipedia wünscht sich an dieser Stelle ein Bild vom hier behandelten Ort. Falls du dabei helfen möchtest, erklärt die Anleitung , wie das geht. BW |
| 5       | „Fledermauskeller“                | Der so bezeichnete „Fledermauskeller“ ist ein Felsenkeller aus dem 19. Jahrhundert. Er diente früher zur Lagerung landwirtschaftlicher Erzeugnisse und heute, mit einem Eisengitter versehen, als Winterquartier für heimische Fledermausarten.                                                                       | 50° 4′ 57,2″ N, 11° 14′ 40,2″ O | Bild gesucht Die Wikipedia wünscht sich an dieser Stelle ein Bild vom hier behandelten Ort. Falls du dabei helfen möchtest, erklärt die Anleitung , wie das geht. BW |
| 6       | Eisensandstein                    | Am Wegrand findet sich an dieser Station ein größerer Eisensandsteinaufschluss mit Muscheleinschlüssen. Nage- und Bruchspuren zeugen von der ehemaligen Nutzung durch Weidevieh und den Menschen zur Gewinnung von Baumaterial.                                                                                       | 50° 4′ 56,7″ N, 11° 14′ 39,9″ O | Bild gesucht Die Wikipedia wünscht sich an dieser Stelle ein Bild vom hier behandelten Ort. Falls du dabei helfen möchtest, erklärt die Anleitung , wie das geht. BW |
| 7       | Streuobstwiese                    | Auf einer Verebnungsfläche neben dem Weg befindet sich hier ein schmaler Streifen mit zahlreichen Obstbäumen. Auf dieser Streuobstwiese stehen unter anderem Apfel-, Birnen-, Zwetschgen- und Walnussbäume. | 50° 4′ 53,8″ N, 11° 14′ 39,6″ O | Bild gesucht Die Wikipedia wünscht sich an dieser Stelle ein Bild vom hier behandelten Ort. Falls du dabei helfen möchtest, erklärt die Anleitung , wie das geht. BW |
| 8       | Lesesteinriegel und Trockenmauer  | Diese historische Trockenmauer besteht aus den auf den Feldern gelesenen Steinen. Sie stellt einen ausgezeichneten Lebensraum für Amphibien und Insekten dar. | 50° 4′ 53,8″ N, 11° 14′ 41,7″ O | Bild gesucht Die Wikipedia wünscht sich an dieser Stelle ein Bild vom hier behandelten Ort. Falls du dabei helfen möchtest, erklärt die Anleitung , wie das geht. BW |
| 9       | Mischwald                         | Der Mischwald in diesem Waldstück wurde zwischen 1900 und 1910 auf den ehemaligen Handtuckäckern aufgeforstet. Er gestaltet sich mit vielen Baumarten sehr Artenreich. | 50° 4′ 50,7″ N, 11° 14′ 41,5″ O | Bild gesucht Die Wikipedia wünscht sich an dieser Stelle ein Bild vom hier behandelten Ort. Falls du dabei helfen möchtest, erklärt die Anleitung , wie das geht. BW |
| 10      | Waldsaum                          | Ein besonderes Augenmerk soll an dieser Station, ähnlich wie bei der kommenden Station 13, auf die Vielfalt der Vegetation am Übergang von Wald zu anderen Flächen geworfen werden. | 50° 4′ 45″ N, 11° 14′ 40,3″ O   | Bild gesucht Die Wikipedia wünscht sich an dieser Stelle ein Bild vom hier behandelten Ort. Falls du dabei helfen möchtest, erklärt die Anleitung , wie das geht. BW |
| 11      | Bankkalk                          | Am Wegrand befindet sich hier eine offene, große Bankkalkformation mit zahlreichen fossilen Versteinerungen. Deutlich erkennbare Löcher im oberen Bereich der Formation deuten auf eine entnahme des Kalkes als Baukalk in früheren Zeiten hin.                                                                       | 50° 4′ 42,3″ N, 11° 14′ 37,5″ O | Bild gesucht Die Wikipedia wünscht sich an dieser Stelle ein Bild vom hier behandelten Ort. Falls du dabei helfen möchtest, erklärt die Anleitung , wie das geht. BW |
| 12      | Schutzhütte                       | Eine einfache Schutzhütte die auch als Rastplatz dient. | 50° 4′ 39,8″ N, 11° 14′ 37,9″ O | Bild gesucht Die Wikipedia wünscht sich an dieser Stelle ein Bild vom hier behandelten Ort. Falls du dabei helfen möchtest, erklärt die Anleitung , wie das geht. BW |
| 13      | Gehölze am Weg                    | An dieser Station gedeiht eine große Vielfalt wilder Obstbäume und Beerensträucher. Absterbende Wacholdersträucher sind Zeugnis für die mangelnde Beweidung des Berges, so dass die lichtbedürftigen Pflanzen zunehmend eingehen.                                                                                     | 50° 4′ 35,1″ N, 11° 14′ 34,8″ O | Bild gesucht Die Wikipedia wünscht sich an dieser Stelle ein Bild vom hier behandelten Ort. Falls du dabei helfen möchtest, erklärt die Anleitung , wie das geht. BW |
| 14      | Kalkberggipfel mit Kalkmagerrasen | Der Höhepunkt des Rundwanderweges. Bemerkenswert an den Gipfeln ist ihre besondere Vegetation mit zahlreichen seltenen Pflanzen und Magerrasenflächen. Näheres siehe Flora | 50° 4′ 28,9″ N, 11° 14′ 16,4″ O | Bild gesucht Die Wikipedia wünscht sich an dieser Stelle ein Bild vom hier behandelten Ort. Falls du dabei helfen möchtest, erklärt die Anleitung , wie das geht. BW |
| 15      | Schwedenkreuz                     | Das Schwedenkreuz ist eine sandsteinerne Bildstock-Säule mit vierseitigem Aufsatz aus dem 17./18. Jahrhundert; errichtet aus Dank für die Verschonung der Stadt in den Schwedenkriegen. | 50° 4′ 36,5″ N, 11° 14′ 14,6″ O | Bild gesucht Die Wikipedia wünscht sich an dieser Stelle ein Bild vom hier behandelten Ort. Falls du dabei helfen möchtest, erklärt die Anleitung , wie das geht. BW |
| 16      | Hohlweg                           | Die letzte Station ist der Hohlweg am Nordwestabhang des Kalkberges. Der Lindenbestandene Weg führt an einem Trinkwasserbehälter zurück nach Weismain und wird im Frühjahr von Pflanzen wie den Lerchenspornen, Leberblümchen und anderen Frühjahrsblühern gesäumt.                                                   | 50° 4′ 43″ N, 11° 14′ 20,7″ O   | Bild gesucht Die Wikipedia wünscht sich an dieser Stelle ein Bild vom hier behandelten Ort. Falls du dabei helfen möchtest, erklärt die Anleitung , wie das geht. BW |